# Vilhelm Johansen
Vilhelm Emil Johansen (ur. 16 września 1898 we Frederikssund, zm. 21 grudnia 1993 w Dyssegård) – duński strzelec, olimpijczyk.
Wystąpił na Letnich Igrzyskach Olimpijskich 1936 w jednej konkurencji, którą był karabin małokalibrowy leżąc z 50 m. Zajął w niej 8. pozycję ex aequo z czterema zawodnikami (do srebrnego medalisty stracił 1 punkt). 

## Wyniki

### Igrzyska olimpijskie
| Igrzyska    | Konkurencja                       | Wynik    | Miejsce | Źródło |
| ----------- | --------------------------------- | -------- | ------- | ------ |
| Berlin 1936 | Karabin małokalibrowy leżąc, 50 m | 295 pkt. | 8       | [ 1 ]  |